# Voûte (geslacht)

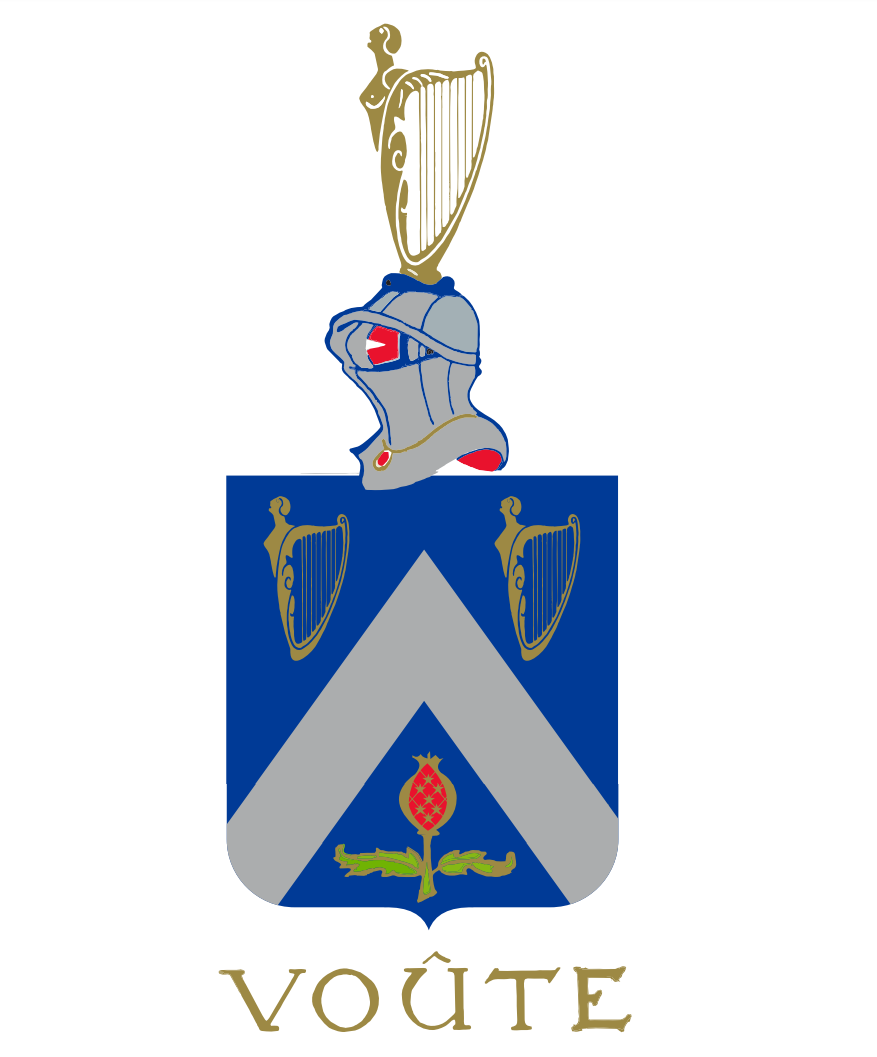
Familiewapen geslacht Voûte

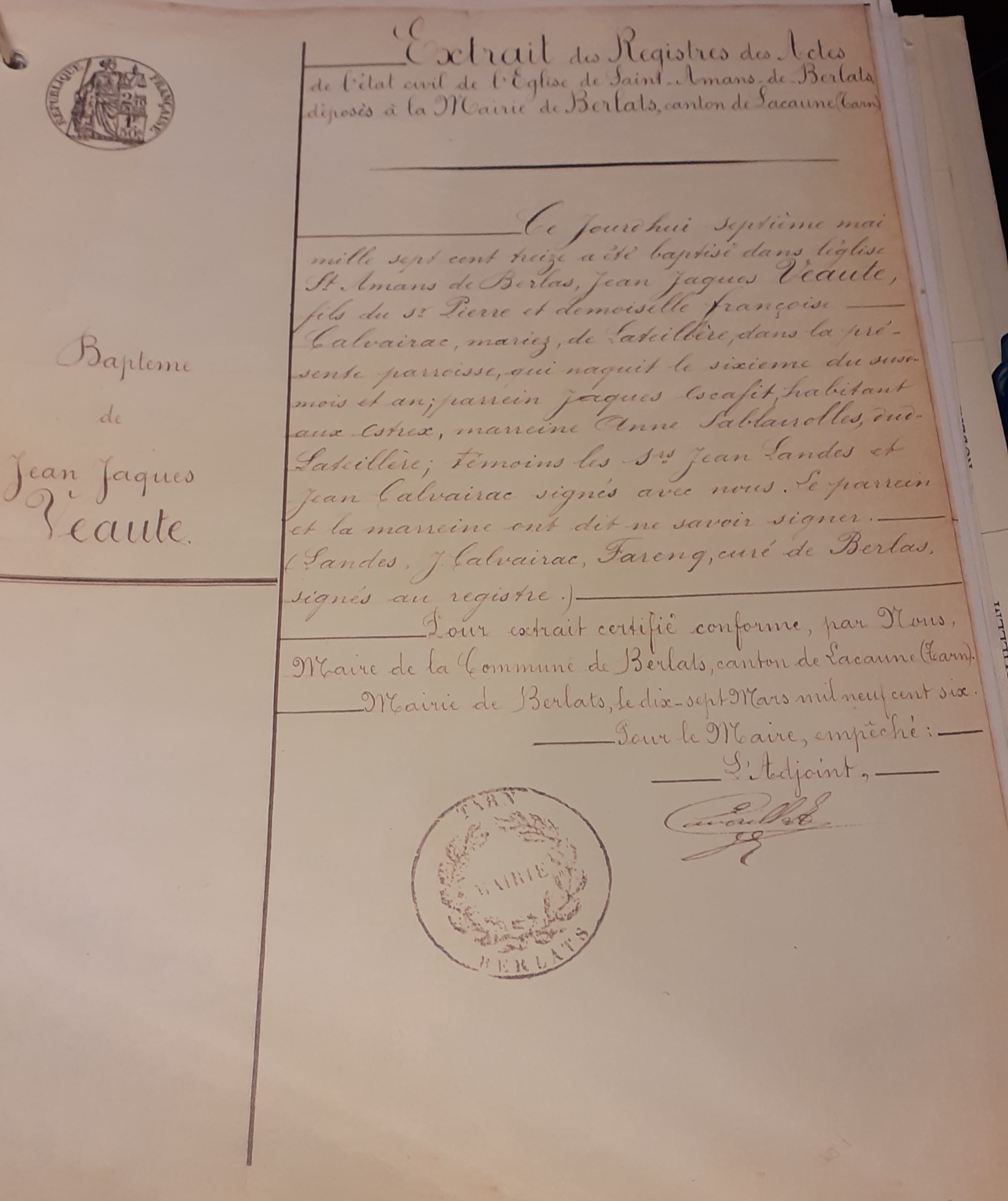
Extract uit het doopregister inzake Jean Jacques Veaute (Voûte) (1906)

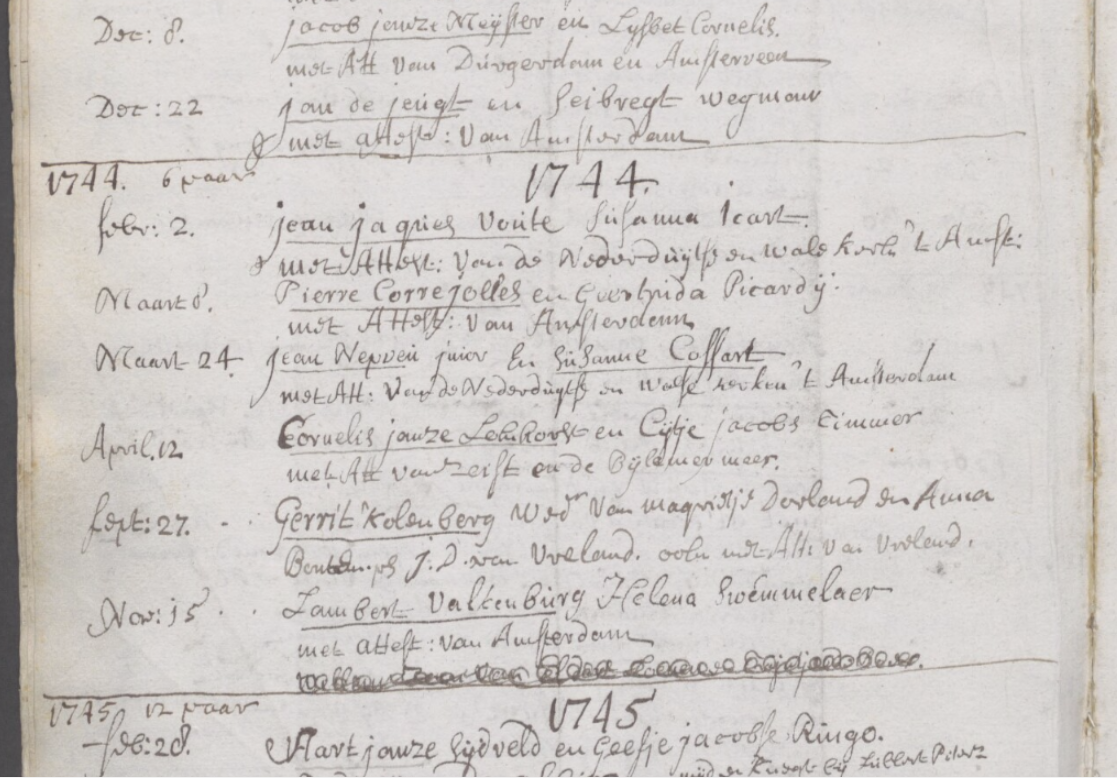
Jean Jacques trouwt met Susanne Icard op 2 februari 1744 in de Abcouder Dorpskerk

Voûte is een protestants geslacht uit Frankrijk (Tarn). In de 18e en 19e eeuw zijn de Voûtes in Amsterdam makelaars in verfwaren, koffie en thee, reders en importeurs van Indische producten en in Nederlands-Indië beheerders van cultuurondernemingen. In de 20e eeuw bekleedden leden van de familie Voûte functies in het bestuur, de rechtspraak en de wetenschap en zijn werkzaam in de advocatuur en de (commissie)handel.

## Geschiedenis
De bewezen stamreeks van dit oorspronkelijk uit Castelnau-de-Brassac komende geslacht begint met de koopman Pierre Voute die tussen 1678 en 1702 wordt vermeld. Diens achterkleinzoon Jean Jacques Veaute, geboren in La Teillère (Frankrijk) op 6 mei 1713 als zoon van Pierre Veaute en Françoise Calvairac, sinds 1735 zich schrijvende Voûte, vestigde zich om financiële redenen eerst in Culemborg en in 1739 in Amsterdam. Op 2 februari 1744 trouwde hij met Susanne Icard in de Dorpskerk van Abcoude. Voor zover bekend zijn alle dragers van de naam Voûte nakomeling van Jean Jacques.
De familie is opgenomen in het genealogische naslagwerk Nederland's Patriciaat in de jaargangen 8 (1917) en 67 (1983).

## Enkele telgen
Jean Jacques Voûte (1713-1781) trouwde in 1736 met Jeanne Lelocu (1709-1739) en in 1741 met Marie Garsin (1717-1742). Beide vrouwen stierven vlak na de geboorte van een kind. In 1744 trouwde Jean Jacques met Susanne Icard (1717-1810) met wie hij elf kinderen kreeg, onder wie:
- Robert Voûte (1747-1823), handelaar, bankier, ambtenaar en bestuurder. In 1811 verkreeg hij de adellijke titel baron de l'empire.
- Jan Jacob Voûte sr. (1744-Rusthoven, Haarlem 1818), lid van de firma's J.J. Voûte en Zoonen, Gebr. Voûte (in verfwaren), Voûte en Co. (in thee en (tot 1835) in verfwaren), Voûte en Van Wayenburg (in koffie) en Voûte, Hageman en Frymersum (in thee).[2]
  - Jan Jacob Voûte jr. (1772-1843), lid van de heemraad van de Amstel en Nieuwer-Amstel, J.J. Voûte en Zoonen en Voûte en Co..
  - Pierre Voûte (1777-1845), kapitein der schutterij, lid van dezelfde firma's als zijn oudere broer Jan Jacob jr. Samen met deze broer en Peter Lespinasse is Pierre eigenaar van plantage Anna Catharina in Brits-Guiana.[3] Pierre sterft in 1845 in zijn havezate De Haere in Olst (Overijssel) die in 1847 verkocht wordt.
    - Pierre Gustave Voûte (1828-1901) koopt in 1868 De Haere opnieuw. Deze zonderlinge man laat in de tuin een torenruïne als folly bouwen. Pierre Gustave woont 33 jaar lang tot aan zijn dood in 1901 in De Haere, die hij nalaat aan zijn huishoudster[4].
- Samuel Elie Voûte, (1746-1785), makelaar en assuradeur, lid van J.J. Voûte & Zoonen.
  - Samuel Lancelot Voûte (1776-1850), koopman en commissionair, lid firma J.J. Voûte & Zoonen, makelaars in koffie, lid firma's Gebr. Voûte, in verfwaren, en Voûte & Co., in thee, sinds 1816 lid firma Gebr. Voûte, in koffie.
    - Petronella (Pietje) Voûte (1804-1877), directrice van een asiel voor prostituees in Zetten (Gelderland), het eerste opvangtehuis voor prostituees in Nederland.
    - Robert Voûte (1810-1871), makelaar in koffie, lid firma S. & R. Voûte, sinds 1851 firma Voûte & Co, makelaars in thee. Robert zou model hebben gestaan voor Batavus Droogstoppel in Max Havelaar van Eduard Douwes Dekker (Multatuli). Roberts familiegraf is op begraafplaats Westerveld, niet ver van de urn van Douwes Dekker.
    - Staak Jan - Jan Voûte (1814-1861), raadsheer Hooggerechtshof te Batavia.
      - Paul Antoine Voûte (1843-1898), lid firma Voûte & Co, in koffie en thee te Amsterdam tot 1889, mede-oprichter firma Mirandolle, Voûte & Co, importmaatschappij van Indische producten te Amsterdam.   
        - Paul Antoine Voûte (1877-1946), directeur N.V. Utrechtsche Chemische Fabrieken, getrouwd met Pauline Hermine Elisabeth (Pau) Pierson (1881-1965), dochter van Jan Lodewijk Pierson sr..
          - Jan Lodewijk (Lodie) Voûte (1904-1962), verzetsman, ondernemer, Engelandvaarder, diplomaat en ambassadeur.
          - Jan Reinier Voûte (1908-1993), advocaat en procureur, VVD-politicus (Provinciale Staten NH en Eerste Kamer), voorzitter Stichting Het Rembrandthuis.
            - Dr Ir Jan Lodewijk Lancelot (Lodie) Voûte (1943), fysicus en sterrenkundige, getrouwd met Hendrika Jantina (Ryan) Keyser (1943).

          - Henriëtte Voûte (1918-1999), verzetsstrijder. Naar Hetty is de Amsterdamse Henriëtte Voûtebrug en de Vughtse Hetty Voûtelaan genoemd.
          - Paul Antoine Voûte (1906-1971), huisarts, getrouwd met Margaret Quien Waller (1907-2001), postuum ontvangers van een Yad Vashem-onderscheiding[5].
            - Prof. dr. Paul Antoine (Tom) Voûte (1936-2008), kinderarts en hoogleraar kinderoncologie aan de Universiteit van Amsterdam, getrouwd met Maria Margaretha (Marian) de Gaay Fortman (1939).
            - Allard Voûte (1941-2010), advocaat en procureur, getrouwd met Hella Voûte-Droste (1943), VVD-politicus.
              - Tom  Voûte (1969-2021) handelaar in aandelen via Algoritme en zoon van Allard Voûte en Hella Voûte-Droste

            - Molly Voûte (1944), getrouwd met Toon Tellegen (1941), schrijver. Hun zoon is kunstenaar Boris Tellegen.
            - Jan Reinier Voûte (1947-2020), mede-oprichter van Veer Palthe Voûte (VPV) N.V. Banque Privée, getrouwd met Paula van Heerde (1945).

      - Mari Paul Voûte (1856-1928), mede-oprichter firma Mirandolle, Voûte & Co, importmaatschappij van Indische producten te Amsterdam, voorzitter van de vereniging Rembrandt en donateur van Portret van een meisje in het blauw van Verspronck aan het Rijksmuseum.
        - Line Voûte (1887-1966), vrouwe van Verwolde[6], getrouwd met Willem Henrik Emile van der Borch van Verwolde. Hun zoon is verzetsstrijder en bibliofiel uitgever Emile van der Borch van Verwolde.
        - Marie Paul Voûte (1882-1955), Amsterdamse koopman, bibliofiel en kunstverzamelaar, directeur Mirandolle, Voûte & Co N.V..
          - Baldine Voûte (1917-2009), getrouwd met Willem de Jonge van Ellemeet (1914-2009), vice-admiraal en commandant der zeemacht. Hun kleindochter is politicus Corinne Ellemeet.

    - Staak Willem - Willem Voûte (1811-1857), makelaar, lid firma W. Voûte & P. Romijn, in verfwaren, buskruit en salpeter, sinds 1840 W. & C. Voûte.
      - Meinhard Voûte (1851-1933), makelaar in verfwaren, lood en petroleum, lid firma J. & M. Voûte, makelaars in thee en koffie te Amsterdam, getrouwd met Catherine Henriette Perk (1863-1942), zuster van Jacques Perk.
        - Edward Voûte (1887-1950), procuratiehouder Pakhuismeesteren van de Thee te Amsterdam, secretaris Kon. Ned. Aardrijkskundig Genootschap, burgemeester-regeringscommissaris van Amsterdam van 1941 tot 1945, lid van de Germaanse SS.
          - Edward John Voûte (1915-2006), dierenarts, x Adolfina Kamerling Ones (1916-1970), met kinderen.
          - Cesar Voûte (1918-2004), x Oedeke Koch (1920-1993), met kinderen.
          - Albert Voûte (1922-2013), x Johanna Braun, xx Odetta Cox, met kinderen.

      - Christoffel Voûte (1841-1904), landbouwondernemer, administrateur Cultuurmaatschappij Panggoongsari te Madioen (Oost-Java).
        - Joan George Erardus Voûte (1879-1963), astronoom. Joan Voûte toonde aan dat Proxima Centauri op dezelfde afstand staat als het Alpha Centauri-stelsel.
        - Caesar Voûte sr. (1884-1936), directeur Semarangsche Administratie Maatschappij.
          - Prof. dr. Caesar Voûte jr. (1922-2009), hoogleraar geologie Internationaal Instituut voor Luchtkaartering en Aardkunde (ITC) te Enschede, (bekend of ere-)lid Utrechtse Geologen Vereniging, betrokken bij geologische projecten Borobudur[7] en verplaatsing van Egyptische Abu Simbel en Philae tempel.

    - Staak Alexander - Alexander Voûte sr. (1808-1885), makelaar in thee, lid firma A. & T. Voûte, sinds 1851 Voûte & Co., makelaars in koffie en thee.
      - Catharina Elisabeth (Betsy)[8] Voûte (1841-1916), getrouwd met David Oyens (1842-1902), kunstschilder.
      - Dr. Alexander Voûte jr. (1847-1922), geneesheer, mede-oprichter Nederlandsche Vereeniging voor Paediatrie, mede-oprichter en kinderarts Kostelooze Amsterdamsche Polikliniek, lid gemeenteraad van Amsterdam, voorzitter van de commissie-Voûte met betrekking tot Amsterdamse prostitutie.
      - Cornelis Johannes Voûte (1846-1880), makelaar in metalen te Amsterdam, firmant G. Keizer strohoedenfabriek te Alkmaar.
        - David Voûte (1875-1928), hoofd-inspecteur registratie en domeinen te 's-Gravenhage, met Philip Anne Warners oprichter van N.V. Amsterdamsche Maatschappij tot Exploitatie van Etagewoningen (A.M.E.E.).
          - Dr. Alexander David (Lex) Voûte (1904-1988), directeur van het Nationale Park De Hoge Veluwe, directeur Instituut Voor Toegepast Biologisch Onderzoek te Arnhem.

        - Cornelis Pieter Louis Berend Voûte (1880-1946), journalist, redacteur dagblad Het Vaderland N.V. te 's-Gravenhage, redacteur Bataviaasch Nieuwsblad, onderdirecteur Anetakantoor te Batavia. 
          - Helena Wilhelmina Maria Elisabeth (Puck) Voûte (1911-2003), fotograaf bij de schietpartij op de Dam op 7 mei 1945, getrouwd met Wolfgang Suschitzky[9] (1912-2016), cineast.
          - Christophora (Chrisje) Voûte (1921-2005), getrouwd met Ton Raateland (1922-1980), grafisch ontwerper, winnaar van de H.N. Werkmanprijs voor typografie. Uit deze verbintenis:
            - Ubbo Voûte (1950-1981), beeldend kunstenaar, getrouwd met Gerry van der Linden (1952), dichteres en schrijfster.

          - Hermine Françoise (Mien) Voûte (1922-2011), getrouwd met Herman Berserik (1921-2002), kunstschilder en graficus.

Ook in staak Alexander:
- Liselotte (Lotti) Voûte (1940), een van de vrouwen van Anton Heyboer, kunstschilder.

## Trivia
De naam Voute zonder accent circonflexe (een Amerikaanse Voutetak noemt zich Vouté) bestaat ook, maar vindt zijn oorsprong rond de stad Lyon en heeft geen familierelatie met de naam Voûte/Veaute. Enkele telgen van de familie Voute zonder accent circonflexe:
- William J. (Bill) Vouté (oorspronkelijk Voute, 1938-1992), vice-chairman van investment bank Salomon Brothers, Inc. In het boek Liar's Poker van Michael Lewis heet hij Bill Voute. Bill Vouté is de naamgever van de Voute Hall[10] dormitory op Boston College in Boston, Massachusetts.
- Suzanne Voute[11] (1922-2001), Frans communist en vertaler